# Hinterettenberg
Hinterettenberg ist ein Gnotschaft im Gemeindeteil Ettenberg der Marktgemeinde Marktschellenberg im oberbayerischen Landkreis Berchtesgadener Land.

## Geschichte
Vermutlich bereits ab Ende des 14. Jahrhunderts war Hinterettenberg der 2. Gnotschaftsbezirk der „Urgnotschaft“ Ettenberg im Berchtesgadener Land, das ab 1380 das Kernland der Reichsprälatur Berchtesgaden und der später eigenständigen, reichsunmittelbaren Fürstpropstei Berchtesgaden (1559–1803) bildete. Nach drei kurz hintereinander folgenden Herrschaftswechseln wurde 1810 das Berchtesgadener Land mit seinen Gnotschaften dem Königreich Bayern angegliedert. In den Gemeindeverzeichnissen ab 1817 ist Ettenberg als Gemeinde aufgeführt worden und aus den Gnotschaftsbezirken Vorderettenberg und Hinterettenberg wurden Gnotschaften bzw. Ortsteile. Am 1. März 1911 wurde Ettenberg mit seinen beiden Gnotschaften in die Gemeinde Landschellenberg eingemeindet. Noch vor der allgemeinen Gebietsreform in Bayern wurden am 1. Oktober 1969 Marktschellenberg, der einstige zweite Hauptort des Berchtesgadener Landes, sowie Landschellenberg und Scheffau zur neuen Gemeinde Marktschellenberg zusammengeschlossen. Seither ist Hinterettenberg ein Ortsteil bzw. eine Gnotschaft des Marktes Marktschellenberg.